# وحيد في المنزل 4
وحيد في المنزل 4 (بالإنجليزية:Home Alone 4)، هي فيلم أمريكي من نوع كوميدي عائلي، أنتج سنتي 2000 - 2010، وتدور القصة حول الصبي قام بعمل استفزازي ضد اللصين، وهما أرادا أن يسرقا مايحتوي من بداخل المنزل.

## وصلات خارجية
- وحيد في المنزل 4 على موقع IMDb (الإنجليزية)
- وحيد في المنزل 4 على موقع روتن توميتوز (الإنجليزية)
- وحيد في المنزل 4 على موقع نتفليكس (الإنجليزية)
- وحيد في المنزل 4 على موقع ألو سيني (الفرنسية)
- وحيد في المنزل 4 على موقع Turner Classic Movies (الإنجليزية)
- وحيد في المنزل 4 على موقع أول موفي (الإنجليزية)
- وحيد في المنزل 4 على موقع فيلمافينيتي (الإسبانية)
- وحيد في المنزل 4 على موقع قاعدة بيانات الأفلام السويدية (السويدية)
- وحيد في المنزل 4 على موقع قاعدة بيانات الفيلم (الإنجليزية)
- وحيد في المنزل 4 على موقع ليتربوكسد (الإنجليزية)